# Benjamin Swift

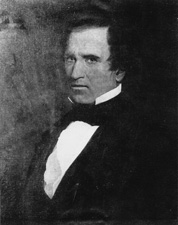
Benjamin Swift

Benjamin Swift (* 3. April 1781 in Amenia, Dutchess County, New York; † 11. November 1847 in St. Albans, Vermont) war ein US-amerikanischer Politiker, der den Bundesstaat Vermont in beiden Kammern des US-Kongresses vertrat.
Der im Staat New York geborene Benjamin Swift war fünf Jahre alt, als sein Vater mit ihm nach Bennington in Vermont zog, wo er seine Schulausbildung abschloss. Er studierte die Rechtswissenschaften, wurde 1806 in die Anwaltskammer aufgenommen und begann in Bennington zu praktizieren. Nachdem er für kurze Zeit in Manchester gelebt hatte, ließ er sich schließlich 1809 in St. Albans im Franklin County nieder. Dort war er weiterhin als Jurist tätig, ebenso aber auch im Bankgewerbe und in der Landwirtschaft.
1813 begann seine politische Laufbahn mit der Mitgliedschaft im Repräsentantenhaus von Vermont, dem er von 1825 bis 1827 als Vertreter der Demokratisch-Republikanischen Partei ein weiteres Mal angehörte. Unmittelbar danach wurde er als Nationalrepublikaner ins Repräsentantenhaus der Vereinigten Staaten in Washington gewählt, wo er bis 1831 verblieb. Später schloss er sich den Whigs an und saß für diese vom 4. März 1833 bis zum 3. März 1839 im US-Senat. Im Kongress gehörte er zu den erklärten Gegnern der Politik von Präsident Andrew Jackson.
Nachdem ihn seine Partei nicht für eine weitere Legislaturperiode nominiert hatte, zog sich Swift aus der Politik zurück. Er arbeitete wieder als Anwalt und Landwirt und starb 1847 in St. Albans.